# Xylotrechus prolixus
Xylotrechus prolixus là một loài bọ cánh cứng trong họ Cerambycidae.